# Wspólnota administracyjna Offenburg
Wspólnota administracyjna Offenburg – wspólnota administracyjna (niem. Vereinbarte Verwaltungsgemeinschaft) w Niemczech, w kraju związkowym Badenia-Wirtembergia, w rejencji Fryburg, w regionie Südlicher Oberrhein, w powiecie Ortenau. Siedziba wspólnoty znajduje się w mieście Offenburg, przewodniczącym jej jest Edith Schreiner.
Wspólnota zrzesza jedno miasto i cztery gminy wiejskie:
- Durbach, 3 814 mieszkańców, 26,33 km²
- Hohberg, 7 835 mieszkańców, 28,94 km²
- Offenburg, miasto, 59 215 mieszkańców, 78,39 km²
- Ortenberg, 3 349 mieszkańców, 5,66 km²
- Schutterwald, 7 173 mieszkańców, 21,03 km²